# Łukasz Pachelski
Łukasz Pachelski (ur. 28 września 1982 w Płocku) – polski piłkarz, juniorski mistrz Europy U18 z Finlandii w 2001 roku.
W swojej karierze występował w klubach:
- Petro Płock
- Orlen Płock – 8 występów i 3 gole w Ekstraklasie
- Hutnik Warszawa
- Hetman Zamość
- Unia Janikowo
- Mazowsze Płock

Syn Bogusława.